# Jonas Adlerstråhle
Jonas Adlerstråhle (före adlandet Alstrin), född omkring 1680, död 22 januari 1759, var en svensk militär.

## Biografi
Jonas Alstrin var son till bergsmannen Anders Andersson och kusin till biskop Eric Alstrin. Han blev volontär vid Närkes och Värmlands regemente 1701, deltog i slaget vid Kliszów och belägrningen av Thorn 1703. Han blev samma år förare vid Magnus Stenbocks nyuppsatta tyska dragonregemente, fältväbel där 1705, deltog under vinterfälttåget vid Grodno 1705–1706, tjänstgjorde som adjutant och blev kornett vid regementet 24 oktober 1706. Han befordrades i juli 1708 till löjtnant, deltog i slaget vid Holowczyn, sårades i vänstra sidan i slaget vid Starodub 18 oktober 1708, och blev livdrabant 30 november 1708. Alstrin deltog i slaget vid Poltava och följde därefter Karl XII till Turkiet, där han bevistade kalabaliken i Bender. Han följde kungens svit till Stralsund 1715, deltog i striderna i Pommern och Stralsunds belägring och återkom efter stadens kapitulation 1716 till Sverige. Han blev korpral vid livdrabantkåren 29 maj 1718 och adlades 1720 med namnet Adlerstråhle.
1723 erhöll han överstelöjtnant titel och blev samma år major vid dåvarande Karl Posses värvade infanteriregemente eller Garnisonsregementet i Stralsund. 1736 blev han överstelöjtnant vid samma regemente. Under Dalupproret 1743 var han April-juli tillförordnad befälhavare vid Dalregementet sedan dess befälhavare tillfångatagits av de upproriska och adjutanten var sjuk. Soldaterna vägrade dock lyda hans order, och tillsammans med övriga ståndspersoner tvingades han skriva under de upproriskas petition. Upprorsmännen försökte övertala honom att ansluta sig till upproret och ta befälet över tåget, men lyckades inte. Han tvingades dock att följa med upprorsarmén så långt som till Järva Krog. I juli 1743 erhöll han  överstes titel, blev överste för Drottningens livregemente till fot i Pommern 1748. 1755 blev han kommendant i Stralsund och samma år generalmajor vid infanteriet.

## Utmärkelser
- Riddare av Svärdsorden – 1748
- Kommendör av Svärdsorden – 1754